# Coenophila rufescentior
Coenophila rufescentior är en fjärilsart som beskrevs av Hanan Bytinski-salz 1937. Coenophila rufescentior ingår i släktet Coenophila och familjen nattflyn. Inga underarter finns listade i Catalogue of Life.